# Anthony Lamb
Anthony Miles Lamb (ur. 20 stycznia 1998 w Rochesterze) – amerykański koszykarz, występujący na pozycji niskiego skrzydłowego, od 2023 zawodnik New Zealand Breakers.
W 2016 wystąpi w meczu wschodzących gwiazd Jordan Classic Regional.
18 października 2021 został zwolniony przez Houston Rockets. 6 stycznia 2022 podpisał 10-dniowy kontrakt z San Antonio Spurs. Po wygaśnięciu kontraktu powrócił do Rio Grande Valley Vipers. 14 października 2022 jego umowa z Golden State Warriors została przekonwertowana na kontrakt gwarantujący mu występy zarówno w NBA, jak i zespole G-League – Santa Cruz Warriors. 10 października 2023 zawarł umowę z New Zealand Breakers.

## Osiągnięcia
Stan na 2 listopada 2023, na podstawie, o ile nie zaznaczono inaczej.
NCAA
- Uczestnik turnieju:
  - NCAA (2017, 2019)
  - National Invitation Tournament (NIT – 2018)
- Mistrz:
  - turnieju konferencji America East (2017, 2019)
  - sezonu regularnego America East (2017–2020)
- Koszykarz roku konferencji America East (2019, 2020)[9]
- Debiutant roku konferencji America East (2017)
- MVP turnieju America East (2017, 2019)
- Zaliczony do:
  - I składu:
    - All-America East (2019, 2020)
    - turnieju America East (2017, 2019, 2020)
    - debiutantów America East (2017)
    - defensywnego America East (2019)

  - II składu All-America East (2017)
  - składu honorable mention All-American (2019 przez Associated Press)
- Lider konferencji America East w:
  - średniej punktów (2019 – 21,2)
  - liczbie:
    - punktów (2019 – 678)
    - zbiórek (2019 – 250)
    - celnych:
      - (144) i oddanych (189) rzutów wolnych (2019)
      - (192) i oddanych (333) rzutów za 2 punkty (2019)
      - (242) rzutów z gry (2019)

Drużynowe
- Mistrz G-League (2022)

Indywidualne
- Największy Postęp G-League (2021)
- Zaliczony do III składu G-League (2022)